# Celeron
A Celeron márkanév az Intel által használatos, főként az olcsó árfekvésű számítógépekbe szerelhető processzor elnevezése. Az úgynevezett x86-os szériába tartozó, 32 bites programok futtatására felkészített egységek alacsony áruk mellett valamivel gyengébb teljesítményűek, mint drágább társaik. Általában kevesebb cache memóriával és letiltott funkciókkal rendelkeznek, jóllehet egy-egy sorozat időnként kézi beállításokkal nagyszerűen tuningolható. Az első Celeronokat 1998 áprilisában mutatták be, melyek még a Pentium II alapjaira épültek. Később a Pentium III, Pentium M, valamint az Intel Core 2 csökkentett képességű változataiként került ki a piacra.

## Fejlesztés
A processzor a Cyrix 6x86 és az AMD olcsó K6-osának vetélytársaként jelent meg , az akkoriban már üzemelő Pentium MMX 233 MHz-es teljesítményével és képességeivel nem felelt meg az elvárásoknak. Bár a Socket 7 foglalatban működő, magasabb órajelű új MMX kifejlesztése talán jobban megérte volna, az Intel úgy határozott, hogy olcsó chipjének kompatibilisnek kell lennie a Pentium II-es Slot 1-es foglalatával. Végül ez a lépés volt az, amelynek köszönhetően a Celeron egy rendkívül népszerű processzor lett az olcsó árfekvésű valamint a nem elsősorban játék céljára szolgáló számítógépek körében.

### Névválasztás
Az Intel a Lexicon Branding nevű vállalatot kérte fel az új processzor nevének megalkotására. A "Celer" latin eredetű, jelentése "gyors", míg az "on" angolul például a "turned on", azaz bekapcsolva szókapcsolatban szerepel. A név ideális volt, ugyanis  ugyanúgy hétbetűs és három szótagos, mint a Pentium, ráadásul a "Cel" rímel az Intel "tel"-jére.[forrás?]

## P6 technológiájú Celeronok
Az első, Covington kódnevű processzor gyakorlatilag egy másodlagos cache nélküli, 266 megahertzes Pentium II-es volt. A Slot 1-es, SEPP chip nem volt túlzottan sikeres: alapjáraton (266 vagy 300 MHz) meglehetősen gyenge volt, bár az ára és a tuningolhatósága miatt számos gyakorlott felhasználó kedvence lett.
1998 augusztusában ezt követte a Mendocino kódnevű chip, melyben már volt beépített másodlagos cache, igaz, csak 128 KB-os, de azonos órajelen működött (a Pentium II-ben 512 KB L2 cache volt a processzor órajelenek felével futott, így a Celeron bizonyos alkalmazásokban gyorsabb lehetett). Az első modell 300 MHz-es volt, de teljesítménye jócskán túlszárnyalta elődjét. Épp ezért megkülönböztetésként ezt a processzort Celeron 300A-nak hívták. Ez a típus különösen népszerűvé vált a tuningolók körében, ugyanis minden különösebb megerőltetés nélkül stabilan futott akár 450 MHz-en is. Később megjelentek a hasonlóan jó képességű utódok, 333-366-400-433-466-500-533 MHz-en, 66 MHz-es FSB-vel. 433 MHz-ig még Slot 1-es kivitelben is árulták, ám a fölött már kizárólag Socket 370 (PPGA) variánsai készültek (igaz, PPGHA-Slot 1 átalakítóval a régebbi alaplapokba is bele lehetett tenni az új processzort).
Az új generációs, Coppermine-128 (más néven Celeron II) processzorok 2000-ben kerültek piacra, a Pentium III-as olcsó variánsaiként. Szintén csak 128 KB másodlagos cache-t tartalmaztak, és eleinte az FSB is csak 66 MHz-es volt (később megemelték 100-ra). Viszont az új magnak köszönhetően ismerték az SSE utasításkészletet. Socket 370 (FCPGA) kivitelben készültek, 533-566-600-633-666-700-733-766 MHz-es órajellel. 2001-től a 100 MHz-es FSB bevezetésével megjelent a 800-850-900-950-1000-1100 MHz-es változat is.
2001 októberében érkezett 1,2 GHz-en a Tualatin magra épülő új Celeron II-es. 1,3 és 1,4 GHz-es kivitelben, FCPGA-2-es Socket 370 foglalatú típusok készültek. A testvér Pentium III-ashoz képest a 100 MHz-es FSB és a 256 KB-os másodlagos cache volt a legfőbb különbség. Az órajelciklusok közti késleltetése is nagyobb volt, amely hátrányát könnyen előnyére fordította a tuningolásnál, hiszen így 133 MHz-es FSB-vel is stabilan működhetett. Mindenesetre az AMD ekkor állt elő Duron nevű olcsó chipjével, mely sikeresebb lett, így az Intel hamarosan abba is hagyta a Pentium III alapú Celeron gyártását.

## NetBurst technológiás Celeronok
Az új generáció már a Willamette kódnevű, Socket 478-as Pentium 4 magra épült. A másodlagos cache továbbra is csak 128 KB, viszont megkapta az SSE2 utasításkészletet, és a Pentium 4-esek által támogatott DDR SDRAM-okkal vagy RDRAM-okkal is képessé vált együttműködni. Az első típus 1,7 GHz-en futott, és a régi Celeronhoz és a Duron chipekhez képest számottevően gyorsabb is volt. A második, és utolsó ilyen típus 1,8 GHz-es volt.
Az újfajta, Northwood-magos Pentium 4-esek olcsó variánsaként 2002-ben megjelentek az új Celeronok. 128 KB-os cache volt ebben is, de megnövelték a tranzisztorszámot, csökkentették a magfeszültséget, és már 0,13 mikronos technológiával készült maga a chip. Teljesítményében nagyjából megfelel a Willamette-nek, 1,8-2,8 GHz közötti órajellel gyártották őket. Gyenge képességeit ismét remek tuningolhatósággal feledtette.

## Celeron D
2004-ben indult útjára a Prescott-magos Celeron, a Celeron D. 16 KB-os elsődleges és 256 KB-os másodlagos cache-el rendelkezett, és a Prescott alapú P4-esek variánsa volt. 533 MHz-es FSB-vel működött, ismerte az SSE3 utasításkészletet, és a típusok modellszámai a 300-as számtartományba estek (a Prescottok 500-ba, a Pentium M pedig 700-ba). Socket 478 és LGA 775 foglalatú változatokat gyártottak, 2,13 és 3,33 GHz közötti órajelen. Megnevezése ellenére nem volt kétmagos processzor. Elődeihez képest teljesítménye megnőtt, viszont iszonyatos energiaigénye és intenzív melegedése miatt újra kellett tervezni a hűtését. 2005-ben az Intel 64 és az XD Bit (eXecute Disable) képességeivel felruházott példányok is készültek, de már csak LGA 775-ös kivitelben.
A következő generációs, Cedar Mill alapú P4-variáns 2006 májusában került piacra. Celeron D 347 (3.06 GHz), 352 (3.2 GHz), 356 (3.33 GHz), 360 (3.46 GHz), és 365 (3.6 GHz) típusok készültek. Sok tekintetben megegyezik a Prescott-magos Celeronokkal, de a megnövelt másodlagos cache, a magasabb órajel, és a kevésbé intenzív melegedés miatt nagyobb volt a teljesítménye is.

## Core
Az Intel Core alapra épülő Celeron Core 2007-ben jelent meg. Bár órajele rendre alacsonyabb az elődjeinél, az új architektúra miatt a teljesítménye nagyobb. A 65 nanométeres Conroe kódnevű chip a 400-as számtartományokban kapott helyet az elnevezéseknél. Az FSB már 800 MHz-es, 512 KB másodlagos cache-sel, fogyasztása pedig mindössze 35 watt. Csak egymagos kivitelben készült, az AMD Sempron kihívójaként. A kisméretű gépekbe készült egy sajátos, 1,2 GHz-es változat, mindössze 19 W fogyasztással és passzív hűtéssel.

## Celeron Dual-Core
Az első kétmagos Celeron 2008-ban jelent meg, az Allendale architektúra alapjain. 800 MHz-es FSB, 65 W-os fogyasztás, és 512 KB-os másodlagos cache jellemezte. 1,6 és 2,4 GHz között készült, bármely alapban működőképes, mely támogatja az Intel Core 2 Duo-t.
Utódja a Celeron E3000 sorozat lett, 2009 augusztusában. Alapja a Wolfdale-3M, melynek köszönhetően a Pentium Dual-Core E5000-es sorozat olcsóbb változatának tekinthető. Az elődjéhez képest már rendelkezik Intel VT támogatással, és a másodlagos cache immár 1 MB.

## Fordítás
- Ez a szócikk részben vagy egészben  a   Celeron című angol Wikipédia-szócikk ezen változatának fordításán alapul.  Az eredeti cikk szerkesztőit annak laptörténete sorolja fel. Ez a jelzés csupán a megfogalmazás eredetét és a szerzői jogokat jelzi, nem szolgál a cikkben szereplő információk forrásmegjelöléseként.